# Карстово ждрело Чернелка
Чернелка е природна забележителност в карстовото ждрело на река Чернялка, десен приток на река Вит.
Обявена е за природна забележителност от МГГП със заповед № 1422/21.06.1969 година, публикувана в брой 79/1969 на „Държавен вестник“.

## Местоположение
Ждрелото се намира в средната част на Дунавската равнина, в района на най-южните издънки на Плевенските височини. Тази природно туристическа местност представлява живописен карстов каньон в централната част на Дунавската равнина между двете села Горталово и Къртожабене, на около 12 км от град Плевен. Горският и фонд е с обща площ от 300 хектара. По протежение на 6,5 километра малката река Чернялка е образувала каньон с ширина от 60 до 200 метра и височина на скалите от 10 до 35 – 40 метра, а цялата дължина на ждрелото е около 28 километра.

## Описание
Местността е прорязана от едноименната река и представлява ждрело от горнокредни варовици и глинесто-песъчливи скали.
Речното корито е с много завои и прекосяването на каньона до 2000 година е свързвано с преминаване на множество естествени и изкуствени бродове. След лятото на 2001 година по проект на Община Плевен с доброволната помощ на не правителствени организации е изградена екопътека. Поставени са 18 моста и реката се преминава безпрепятствено, Главна цел на екопътеката е повишаване екологичната култура на посетителите на каньона и прякото им общуване с природните дадености.
Подстъпите към екопътеката могат да са както откъм село Горталово, така и откъм село Къртожабене. Голямото био разнообразието на местността „Чернелка“ се характеризира както с наличие на изключително характерна растителност, така и с много богатата фауна. Тук се срещат представители на над 200 вида птици, 9 вида риби, 5 вида земноводни и 11 вида влечуги.

## Използвани материали
- Регионален исторически музей – Плевен (Резервати) Архив на оригинала от 2013-07-15 в Wayback Machine.